# Eckersweiler

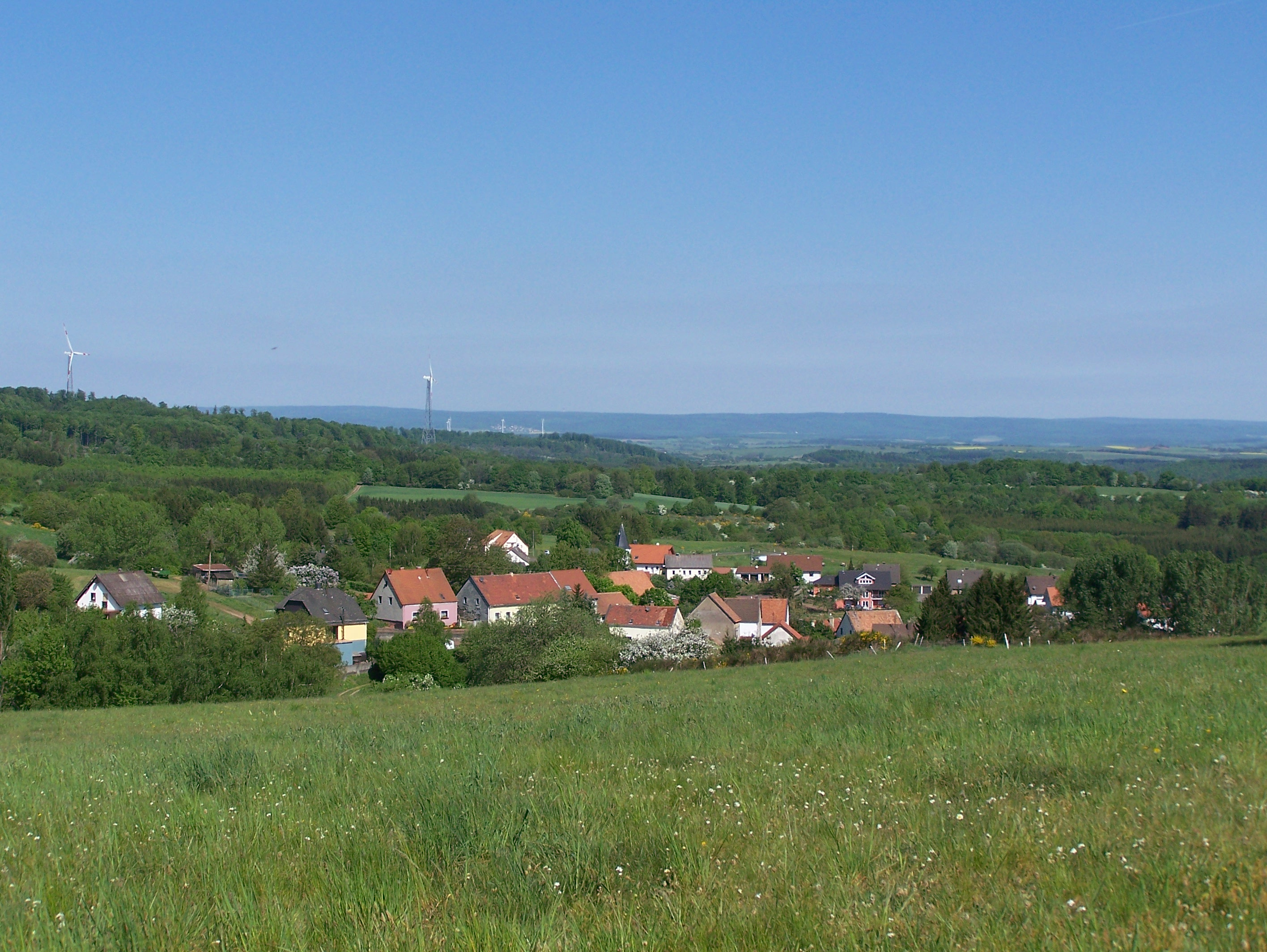
Eckersweiler

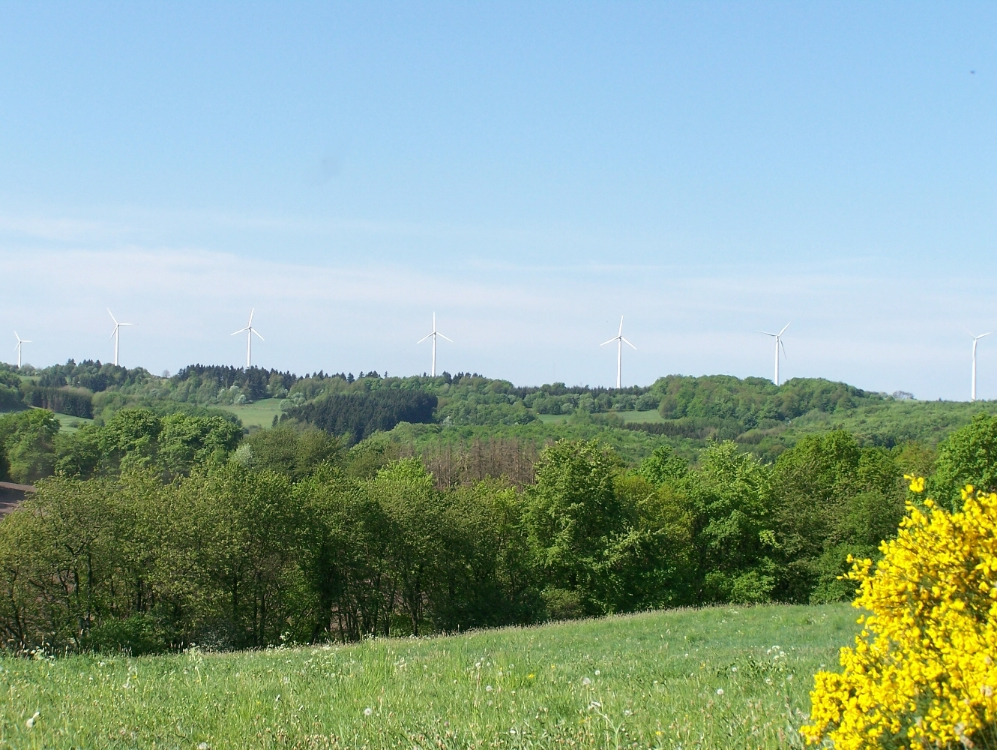
Landschaft bei Eckersweiler

Eckersweiler ist eine Ortsgemeinde im Landkreis Birkenfeld in Rheinland-Pfalz. Sie gehört der Verbandsgemeinde Baumholder an. Eckersweiler ist die südlichste Gemeinde des Landkreises.

## Geographie
Eckersweiler liegt im Westrich an der Grenze zum Saarland. Kusel liegt ca. 6 Kilometer südöstlich der Gemeinde. Im Norden befindet sich Berschweiler bei Baumholder, im Osten Thallichtenberg, im Süden Reichweiler und westlich liegt Freisen.

## Geschichte
Der Ort gehörte bis zum Ende des 18. Jahrhunderts zu dem aus der Grafschaft Veldenz stammenden Teil des Herzogtums Pfalz-Zweibrücken und war der Schultheißerei Berschweiler im Oberamt Lichtenberg zugeordnet. Im Jahr 1790 lebten 33 Familien im Ort. Die Gemarkung von Eckersweiler umfasste 367 Hektar.
Im Jahr 1794 wurde das Linke Rheinufer von französischen Revolutionstruppen eingenommen. Von 1798 bis 1814 gehörte Eckersweiler zum Kanton Baumholder im Saardepartement. Aufgrund der auf dem Wiener Kongress (1815) getroffenen Vereinbarungen kam die Region 1816 zum sachsen-coburgischen Fürstentum Lichtenberg, dem es bis 1834 angehörte. Die Gemeinde Eckersweiler gehörte zunächst zur Bürgermeisterei Berschweiler, von 1823 an zur Bürgermeisterei Burglichtenberg (siehe auch Liste der Gemeinden im Fürstentum Lichtenberg). Nach dem Verkauf an Preußen und der Auflösung des Fürstentums Lichtenberg kam Eckersweiler zum neu errichteten Kreis St. Wendel in der Rheinprovinz. Seit 1937 gehört Eckersweiler zum Landkreis Birkenfeld und ist seit 1946 Teil des Landes Rheinland-Pfalz.
Bevölkerungsentwicklung
Die Entwicklung der Einwohnerzahl von Eckersweiler, die Werte von 1871 bis 1987 beruhen auf Volkszählungen:
| Jahr | Einwohner |
| 1815 | 188       |
| 1835 | 240       |
| 1871 | 266       |
| 1905 | 249       |
| 1939 | 251       |
| 1950 | 253       |

| Jahr | Einwohner |
| 1961 | 210       |
| 1970 | 182       |
| 1987 | 156       |
| 2005 | 167       |
| 2022 | 178       |

## Politik

### Bürgermeister
Manuel Neu wurde im Juni 2024 zum Ortsbürgermeister gewählt.
Das Amt war zuletzt vakant. Hans-Peter Bohr wurde 2004 Ortsbürgermeister von Eckersweiler. Da bei der Direktwahl am 26. Mai 2019 kein Bewerber angetreten war, oblag die Neuwahl des Bürgermeisters gemäß Gemeindeordnung dem Rat. Dieser bestätigte Bohr am 4. Juli 2019 für weitere fünf Jahre in seinem Amt. Er legte sein Ehrenamt jedoch mit Ablauf des 31. Januar 2023 vorzeitig nieder. Da für eine am 2. April 2023 angesetzte Direktwahl kein Wahlvorschlag eingereicht wurde, oblag die Neuwahl dem Rat der Gemeinde.

### Wappen
| Wappen von Eckersweiler | Blasonierung: „In geteiltem Schild oben ein wachsender rotbewehrter und -gezungter blauer Löwe in Silber, unten in Blau ein silberner Turm mit Turmhelm.“                                                                                                   |
| Wappen von Eckersweiler | Wappenbegründung: Der blaue Löwe verweist auf die ehemalige Zugehörigkeit zur Grafschaft Veldenz. Der Turm stellt den denkmalgeschützten Kirchturm der Kirche Eckersweiler dar. Das Wappen wurde 1964 vom rheinland-pfälzischen Innenministerium genehmigt. |

## Kultur und Sehenswürdigkeiten

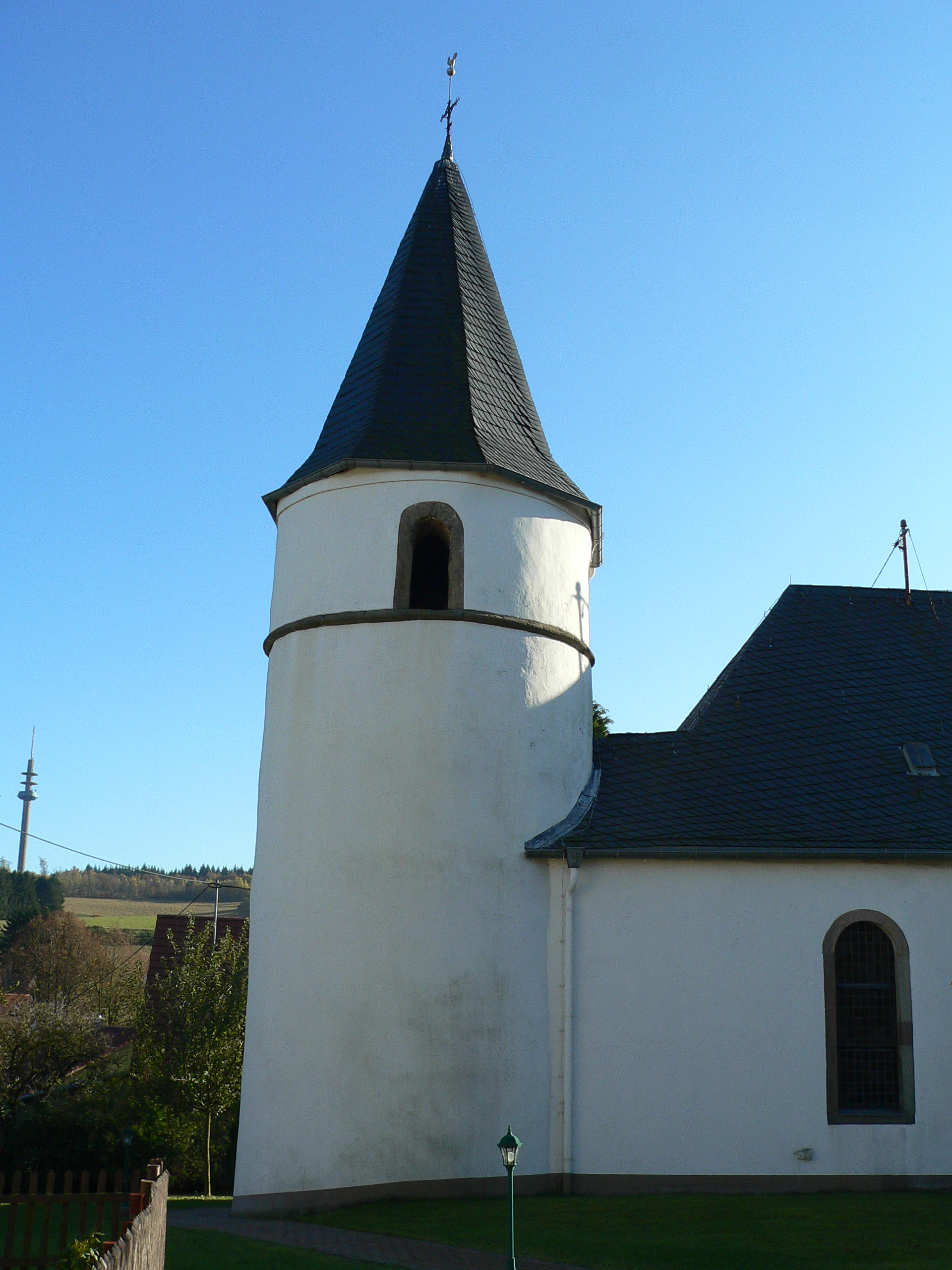
Rundturm der Kirche Eckersweiler

Der Dorfmittelpunkt Eckersweilers wurde in der Lokalen Agenda 21 des Landkreises Birkenfeld als sehenswert eingestuft.
Siehe auch: Liste der Kulturdenkmäler in Eckersweiler

## Wirtschaft und Infrastruktur
Eckersweiler hat ein Dorfgemeinschaftshaus. Im Süden verläuft die Bundesautobahn 62.